# Brattås, Torred och Tollesbur
Brattås, Torred och Tollesbur var 190 en av SCB avgränsad och namnsatt småort i Kungsbacka kommun i Hallands län. Den omfattade bebyggelse i tre sammanväxta byar belägna i en är tre orter i Släps socken. Delen Tollesbur ligger på västra sidan om länsväg 158 medan Brattås ligger öster om och Torred ännu lite längre österut. Till avgränsningen 1995 upphörde småorten. Delen väster om länsvägen (Tollesbur) blev då småorten Brattås (västra delen) och området till öster om länsvägen blev tätorten Brattås. Efter 1990 existerar ingen bebyggelseenhet med detta namn 